# Hwang Pyŏng Sŏ
Hwang Pyŏng Sŏ (kor. 황병서; ur. 1949) – północnokoreański polityk i wicemarszałek (kor. 차수, ch’asu) Koreańskiej Armii Ludowej. Ze względu na przynależność do najważniejszych gremiów politycznych Korei Północnej, uznawany za członka elity władzy KRLD. Uchodzi za jednego z najważniejszych uczestników procesu umacniania władzy przez nowego przywódcę Korei Północnej, Kim Dzong Una.

## Kariera
Hwang Pyŏng Sŏ urodził się w 1949 roku. Absolwent Szkoły Rewolucjonistów w Man’gyŏngdae oraz Uniwersytetu im. Kim Ir Sena w Pjongjangu. Niewiele wiadomo na temat przebiegu jego kariery politycznej i wojskowej przed 2005 rokiem, kiedy to został wicedyrektorem Wydziału Organizacji i Planowania w Komitecie Centralnym Partii Pracy Korei. Funkcję tę pełnił do października 2017. Na mocy postanowień 3. Konferencji Partii Pracy Korei 28 września 2010 roku został zastępcą członka KC, którym był również do października 2017.
We wrześniu 2010 roku awansowany na stopień dwugwiazdkowego generała-porucznika (중장, chungjang), zaś już w kwietniu 2011 roku na generała-podpułkownika (상장, sangjang).
Po śmierci Kim Dzong Ila w grudniu 2011 roku, Hwang Pyŏng Sŏ znalazł się na 124. miejscu w 233-osobowym Komitecie Żałobnym. Świadczyło to o formalnej i faktycznej przynależności Hwang Pyŏng Sŏ do grona kierownictwa politycznego Koreańskiej Republiki Ludowo-Demokratycznej. Według specjalistów, miejsca na listach tego typu określały rangę polityka w hierarchii aparatu władzy.
W październiku 2017 niespodziewanie odwołany ze wszystkich stanowisk, prawdopodobnie przeszedł na emeryturę. Zachodnie media spekulowały nawet o jego nagłej śmierci, jednak doniesieniom tym zaprzeczył sam Hwang pokazując się publicznie w lutym 2018 na partyjnym spotkaniu.